# Gottfried Pönitz
Gottfried Pönitz (* 8. Dezember 1898 in Wurzen (Sachsen); † 20. Juli 1979 in Bremerhaven) war ein deutscher Seeoffizier, zuletzt Kapitän zur See der Kriegsmarine, CDU-Politiker und Abgeordneter.

## Leben
Gottfried Pönitz trat als Seekadett im Oktober 1917 in die Kaiserliche Marine ein und wurde der I. Matrosen-Division zugeteilt. Er kam an die Marineschule und kam auf das Schulschiff Freya. Ab Juni 1918 war er bis Kriegsende zur Ausbildung auf dem Großlinienschiff Markgraf.
Nach dem Ende des Ersten Weltkriegs wurde er in die Reichsmarine übernommen. Am 30. Juli 1920 wurde er zum Fähnrich zur See befördert, dann am 1. April 1922 Leutnant zur See und ein Jahr später Oberleutnant zur See. Im September 1931 wurde er bis zur Außerdienststellung des Bootes im Oktober 1932 Kommandant Torpedobooteses Luchs. Als Kapitänleutnant war er anschließend von der zweiten Indienststellung des Bootes bis Oktober 1933 Kommandant des Torpedobootes Jaguar. 1936 war er Adjutant bei der Marinestation der Nordsee in Wilhelmshaven.
Vom 2. Juli 1938 bis zur Selbstversenkung am 13. April 1940 war er als Korvettenkapitän einziger Kommandant des Zerstörers Z9 Wolfgang Zenker. Mit dem Zerstörer nahm er am Unternehmen Weserübung unter Kommodore Friedrich Bonte teil. Bei der Schlacht um Narvik wurde der Zerstörer als Flaggschiff der 2. Flottille der Kampfgruppe 1 selbstversenkt. Anschließend war er bis Mai 1940 Bataillonskommandeur in Narvik.
Ab Mitte Mai 1940 war er bis November 1940 1. Admiralstabsoffizier (Asto) beim Führer der Zerstörer.
Von Dezember 1940 bis März 1943 war er erster Chef der 8. Zerstörerflottille (Narvik). Hier wurde er am 1. April 1942 zum Kapitän zur See befördert. Anschließend war er als Nachfolger von Bernhard Rogge bis 22. Juli 1945 Chef des Stabes der Inspektion des Bildungswesens der Marine. Am 2. März 1946 wurde er aus der Kriegsgefangenschaft entlassen.
Am 29. September 1963 wurde er für die CDU als Bremerhavener Abgeordneter in den Landtag der Bremischen Bürgerschaft gewählt und behielt dieses Amt auch in der nächsten Wahlperiode von 1967 bis 1971.